# 33912 Melissanoland
33912 Melissanoland este o planetă minoră (asteroid), cu un diametru de 2,854 km, din centura de asteroizi. A fost descoperită pe 6 iunie 2000 la Experimental Test Site⁠(d) de Lincoln Near-Earth Asteroid Research. 
Obiectul prezintă o orbită caracterizată de o semiaxă mare de 2,3012232 UAi, o excentricitate de 0,18, o înclinație de 6,74599 ° în raport cu ecliptica.